# ロッカピエモンテ
ロッカピエモンテ（伊: Roccapiemonte）は、イタリア共和国カンパニア州サレルノ県にある、人口約9,000人の基礎自治体（コムーネ）。

## 地理

### 位置・広がり

#### 隣接コムーネ
隣接するコムーネは以下の通り。
- カステル・サン・ジョルジョ
- カーヴァ・デ・ティッレーニ
- メルカート・サン・セヴェリーノ
- ノチェーラ・インフェリオーレ
- ノチェーラ・スペリオーレ